# Bartholomäus Elsner

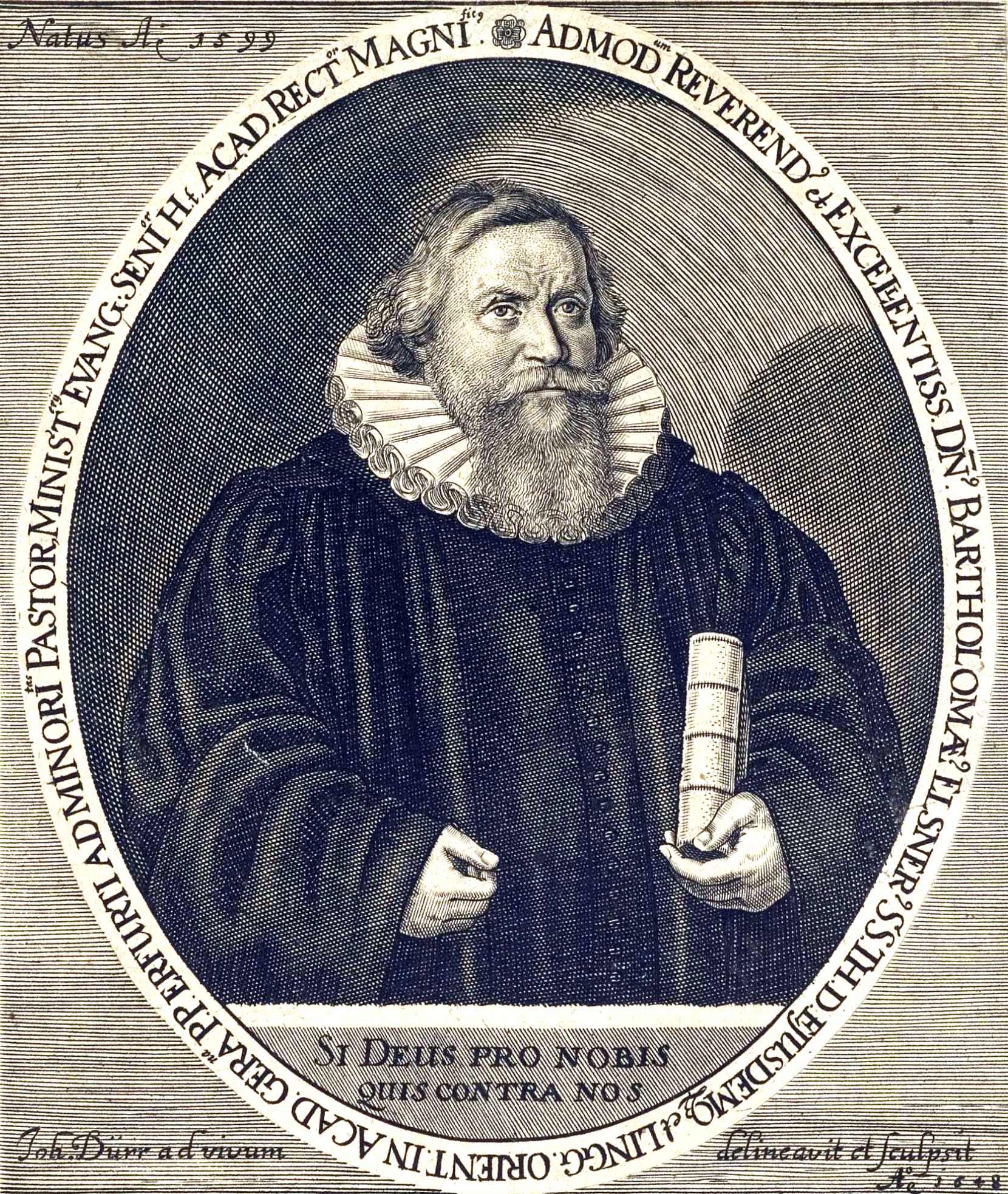
Bartholomäus Elsner

Bartholomäus Elsner (* 1596 in Erfurt; † 16. Januar 1662 ebenda) war ein deutscher lutherischer Theologe, Sprachwissenschaftler und Orientalist. 
Elsner studierte ab 1613. Nach seinem Studium führten ihn mehrjährige Reisen durch Norddeutschland, Norwegen und Dänemark, Holland und England. 1624 wurde er Prediger und Professor sowie schließlich 1642 ordentlicher Professor für Theologie an der Universität Erfurt. Elsner war mehrfach Rektor dieser Universität.

## Werke
- mit Martin Wandersleben: Ein christlich Gespräch zwischen einem Prediger und einfältigen Bawersmann, von den jetzigen bösen Zeiten [...]. Erfurt 1640.
- Gründlicher Bericht von allen nothwendigen Artikeln oder Stücken der seligmachenden evangelischen Religion. Gotha 1643.